# Theofanus Abba

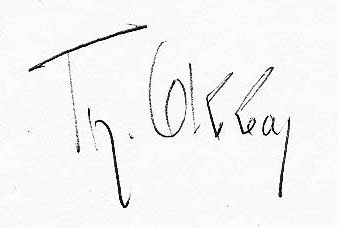

Theofanus Abba, vlastním jménem Josef Louda (14. prosince 1901 Hodky — 22. prosince 1975 Terezín), byl český hermetik, alchymista a kabalista, znalec psychurgie, symboliky a autor návrhu tarotových karet (Alchymický tarot Theofana Abby), které výtvarně zpracoval Martin Stejskal.

## Životopis
V mládí absolvoval obchodní učiliště v Mladé Boleslavi a byl poté zaměstnán jako účetní v Liberci a Mladé Boleslavi. Roku 1929 odjel do Francie, kde strávil devět měsíců v Paříži a po určitou dobu žil i v Bordeaux. Po návratu do Čech vedl textilní obchod v Opočně a pracoval v nejrůznějších profesích. Usadil se v Mnichově Hradišti, kde na zdejším zámku studoval bohatou Valdštejnskou knihovnu. Společně se svými přáteli Josefem Pánkem a Boženou Ferklovou, která měla být vynikajícím spirituálním médiem, provedli řadu nekromantických operací. Při nich se uskutečnil Abbův duchovní kontakt s Paracelsem, který se stal jeho hermetickým Mistrem. Abba alchymii i praktikoval a ve své laboraci údajně několikrát dospěl k „argyrophé“. Na sklonku života žil v Terezíně, kde zemřel a je zde pohřben.

## Literární dílo
Hlavním Abbovým dílem je iniciační trilogie Z odkazu proroků, tvořená knihami Transmutace fysická, Výklad zjevení Jana Theologa a Dopisy Paracelsovi, přičemž těžištěm celého díla je poslední svazek. Všechny ostatní drobné autorovy práce jsou obsaženy v knize Corpus Hermeticum Theofani.
Theofanus Abba ve svém díle vycházel zvláště z děl a filosofie Nicolase Flamela, Paracelsa, Louise-Clauda de Saint-Martin, Antoina Fabreho d'Olivet, Eliphase Léviho, Françoise Jolliveta-Castelota, Oswalda Wirtha a Franze Spundy.
Mezi jeho pokračovatele patří malíř Martin Stejskal a psycholog Milan Nakonečný.

## Zajímavost
Theofanus Abba se v prosinci 2018 stal prvním českým hermetikem, jehož dílo bylo kompletně vydáno knižně.

#### b. sekundární zdroje
- LOUŽECKÝ, Lukáš. Mistr Theofanus Abba. In: ABBA, Theofanus. Corpus Hermeticum Theofani. Praha: Vodnář, 2017. ISBN 978-80-743-9123-1.
- LOUŽECKÝ, Lukáš. Theofanus Abba a jeho dílo. In: ABBA, Theofanus; STEJSKAL, Martin; STRÁNSKÝ, Michal & LOUŽECKÝ, Lukáš. Alchymický tarot Theofana Abby. Praha: Vodnář 2018.
- NAKONEČNÝ, Milan. Novodobý český hermetismus. Praha: Eminent 2009.
- NAKONEČNÝ, Milan. Vzpomínka na Theofana Abbu, člověka moudrého. In: ABBA, Theofanus. Z odkazu proroků III. Dopisy Paracelsovi. Praha: Vodnář, 2011. 508 s. ISBN 978-80-7439-022-7.S. 500-501.
- STEJSKAL, Martin. Theofanus Abba. In: ABBA, Theofanus. Z odkazu proroků III. Dopisy Paracelsovi. Praha: Vodnář, 2011. 508 s. ISBN 978-80-7439-022-7.S. 497-499.
- STEJSKAL, Martin. Za Theofanem Abbou, Logos č. 1. Praha: Universalia, 1990. 64 s. S. 30–31.
- Osobnosti - Česko : Ottův slovník. Praha: Ottovo nakladatelství, 2008. 823 s. ISBN 978-80-7360-796-8. S. 8.
- TOMEŠ, Josef, a kol. Český biografický slovník XX. století : I. díl : A-J. Praha ; Litomyšl: Paseka ; Petr Meissner, 1999. 634 s. ISBN 80-7185-245-7. S. 19.